# Life and Work
Life and Work ("liv og arbejde") var en økumenisk bevægelse der udsprang af
den svenske ærkebiskop Nathan Söderbloms bestræbelser i begyndelsen 1920'erne og Stockholm-mødet 1925 som Söderblom stod bag. Den primære opgave var kirkernes fælles samfundsansvar og socialetik. Bevægelsen havde mottoet Doctrine divides, service unites ("Læren splitter, tjenesten forener").
Det andet verdensmøde fandt sted 1937 i Oxford med temaet 'Kirke, samfund og stat' hvor man blandt andet kritiserede totalitære regimer.
1948 blev Life and Work og Faith and Order forskellige grene under Kirkernes Verdensråd.

## Reference
1. ↑  Leksikon for kirke og kristendom, 2001, s. 233. ISBN 87-00-67454-0

| Religion | Spire Denne religionsartikel er en spire som bør udbygges. Du er velkommen til at hjælpe Wikipedia ved at udvide den. |